# アメリカソリハシセイタカシギ
アメリカソリハシセイタカシギ（学名Recurvirostra americana）は、チドリ目セイタカシギ科に分類される鳥類の一種。
旧北区のソリハシセイタカシギの類縁種。

## 分布
南北アメリカ大陸（新北区、新熱帯区）に生息する。